# 梅尔维尔岛 (加拿大)

梅尔维尔岛的位置

梅尔维尔岛（英語：Melville Island），加拿大北极群岛主要岛屿之一，努那福特和西北地区的分界线从岛中划过，西为西北地区辖地，东为努那福特所辖。梅尔维尔岛面积42,149平方公里，无常住人口。是世界第五大無人島。
75°30′N 111°30′W / 75.500°N 111.500°W